# شباو

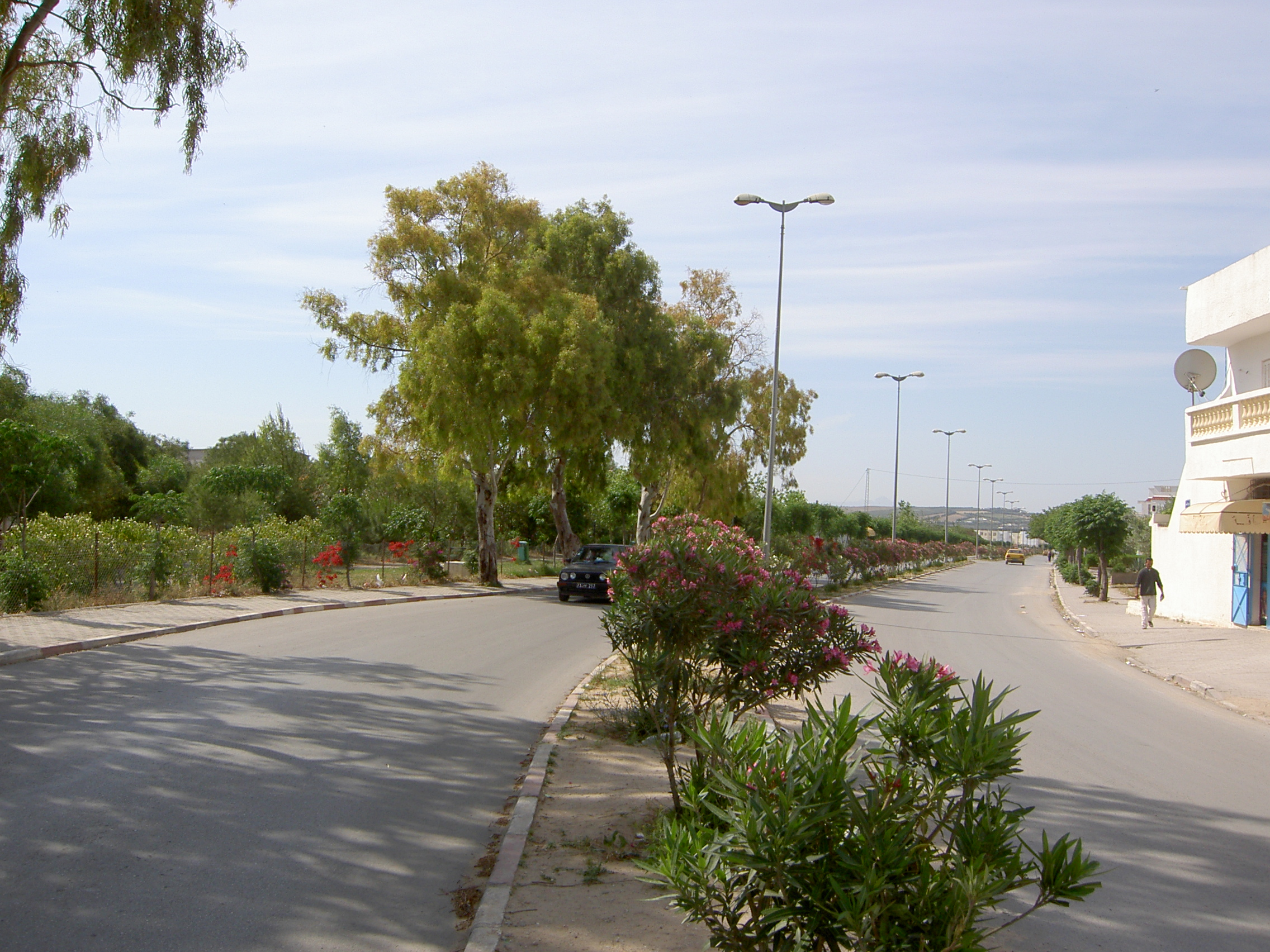
شبّأو

شِبَّأو (من اسم مُعمّر إيطالي كان يملك، في زمن الاستعمار الفرنسي، الأراضي التي تقع عليها المدينة الآن) مدينة تقع في معتمدية وادي الليل بولاية منوبة بالشمال الشرقي التونسي، على الطريق المحلية رقم 524، وهي متصلة بمدينة وادي الليل.

### مواضيع ذات علاقة
- وادي الليل.
- معتمدية وادي الليل.
- ولاية منوبة.